# Arbeit poor. Unterwegs in der Dienstleistungsgesellschaft
Arbeit poor. Unterwegs in der Dienstleistungsgesellschaft (englischer Originaltitel: Nickel and Dimed: On (Not) Getting By in America) ist ein Sachbuch der investigativen Journalistin Barbara Ehrenreich. Sie stellt unter anderem die Auswirkungen der Reform der US-amerikanischen Sozialgesetzgebung von 1996 auf das Leben der sogenannten Working Poor in Amerika dar.  Die Undercover-Recherchen, von denen im Buch berichtet wird, fanden zwischen Frühling 1998 und Sommer 2000 statt. Die Erstausgabe wurde 2001 von Metropolitan Books veröffentlicht. Ein Vorabdruck erschien 1999 im Harper’s Magazine. Auch die deutsche Ausgabe erschien im Jahr 2001. Der Spiegel urteilte im Jahr 2022, Barbara Ehrenreich sei mit diesem Buch „berühmt“ geworden.

## Inhalt
Arbeit poor ist ein Werk des investigativen Journalismus, ähnlich den Arbeiten von Günter Wallraff. Ehrenreich entstammt der Mittelschicht. Sie beschloss, für einige Monate im als teilnehmende Beobachterin das Alltagsleben der „Working Poor“ zu erkunden. Ihren Universitäts-Abschluss verheimlichte sie währenddessen gegenüber ihren Arbeitgebern.
Am Anfang des Experimentes besaß sie 1300 Dollar und ein Auto. Ehrenreich zog nach Key West, Florida. Sie nahm – wie die real Betroffenen in einer vergleichbaren Lage – Arbeit als Kellnerin in zwei Restaurants gleichzeitig an, da der Verdienst nur so zum Lebensunterhalt reichte.
Für einen weiteren Testfall zog sie um nach Portland, Maine. Nach vier Tagen Arbeitssuche hatte Ehrenreich zwei neue Jobs. Sie war nun Assistentin in einem Pflegeheim und außerdem arbeitete sie für eine Gebäudereinigungsfirma. Für einen dritten Einsatz zog sie nach Minneapolis, Minnesota, wo sie für einige Wochen bei Walmart einen Niedriglohn-Job übernahm. Danach beendete sie ihr Experiment.
Als Bilanz stellte sie fest, dass es ihr in den drei Monaten nicht gelungen war, von den Einkünften ihrer Jobs ihren Lebensunterhalt zu bestreiten.

## Soziale Probleme
Barbara Ehrenreich weist mit ihrem Buch auf soziale Probleme der US-amerikanischen Gesellschaft hin. Sie beschreibt die Arbeit in den Beschäftigungsverhältnissen der Working Poor als strapaziös, uninteressant und erniedrigend. Sie wendet sich gegen Persönlichkeitstest und Drogentests, denen in den USA viele Jobbewerber unterzogen werden. Diese seien degradierend und verstießen gegen Bürgerrechte.
Ehrenreich hat mit ihren Recherchen nachgewiesen, dass ein Niedriglohn-Job in Amerika nicht ausreicht, um sich davon zu ernähren. Sie schreibt:
Wenn jemand für weniger Lohn arbeitet, als er zum Leben braucht […] hat er ein großes Opfer für Sie auf sich genommen. Die Working Poor sind in Wirklichkeit die Philanthropen unserer Gesellschaft. Sie vernachlässigen ihre eigenen Kinder, um sich um die von anderen zu kümmern. Sie leben in Substandard-Wohnungen, so dass die Wohnungen anderer Leute sauber und aufgeräumt sind. Sie nehmen Entbehrungen auf sich und dadurch ist die Inflation niedrig und die Aktienpreise sind hoch.
In der sozialpolitischen Diskussion war seinerzeit die Auffassung vorherrschend, Arme müssten „aktiviert“ werden. Die politischen Schlagworte waren im englischen Sprachraum „Workfare statt Welfare“ bzw. der „aktivierende Sozialstaat“. Beide Konzepte flossen in Deutschland in die sogenannten Hartz-Reformen ein.

## Ausgaben
- Nickel and Dimed: On (Not) Getting By in America. In: Harper’s Magazine, Januar 1999; 298; S. 37–52 (Vorabdruck).
- Nickel and Dimed: On (Not) Getting By in America. Henry Holt, New York. 2001. ISBN 978-0-8050-6389-9.
  - Arbeit poor. Unterwegs in der Dienstleistungsgesellschaft. Aus dem Englischen von Niels Kadritzke. Mit einem Nachwort von Horst Afheldt. Kunstmann. München 2001. ISBN 978-3-88897-283-6.
  - Arbeit poor. Unterwegs in der Dienstleistungsgesellschaft. Aus dem Englischen von Niels Kadritzke. Mit einem Nachwort von Horst Afheldt. Rowohlt-Taschenbuch-Verlag. Reinbek bei Hamburg 2003. ISBN 978-3-499-61451-4.